# Rinkeby-Kista stadsdelsområde
Rinkeby-Kista var ett stadsdelsområde i Västerort i Stockholms kommun med 49 273 invånare (2016). Stadsdelsområdet uppgick 1 juli 2023 i Järva stadsdelsområde.
Stadsdelsområdet omfattade stadsdelarna Rinkeby, Akalla, Husby, Kista och Hansta.
Rinkeby-Kista bildades den 1 januari 2007 då Rinkeby och Kista stadsdelsområden slogs samman efter beslut i kommunfullmäktige.